# Pseudotargionia damara
Pseudotargionia damara är en insektsart som beskrevs av Abraham Munting 1969. Pseudotargionia damara ingår i släktet Pseudotargionia och familjen pansarsköldlöss. Inga underarter finns listade i Catalogue of Life.